# Musikinstrumente- und Puppenmuseum
Het Musikinstrumente- und Puppenmuseum was tot 2011 een museum in Goslar in Nedersaksen, Duitsland.
Het museum was gevestigd in een patriciërhuis van vijfhonderd jaar oud. Verspreid over twee etages stonden vijf exposities opgesteld. De muziekinstrumenten kwamen uit de hele wereld en omvatten alle muzikale tijdperken. Bijzondere instrumenten waren een slangvormige serpent (blaasinstrument), een wit-blauwe porseleinen viool en een heel grote saxofoon. Ook werden verschillende samengestelde instrumenten getoond, waaronder een die een combinatie maakte van een viool, trompet, banjo en mandoline.
Het poppenmuseum was op de bovenverdieping gevestigd. De collectie varieerde van blikken speelgoed uit de periode 1835-1935, tot teddyberen, en een collectie met porseleinen beeldjes.
Na het overlijden van de beheerder Walter Erdmann, zette zijn weduwe Sabine het museum eerst nog voort, totdat in april 2011 de deuren definitief gesloten werden.